# 발레주
발레주(프랑스어: Valais, 독일어: Wallis 발리스[*], 이탈리아어: Vallese 발레세[*])는 스위스 남부에 있는 주이다.

## 개요
스위스 서남부 알프스산맥의 험준한 지역에 위치한다. 서부는 프랑스, 남부는 이탈리아와 국경을 접한다. 남쪽 이탈리아와 국경을 이루는 지역에 페나인 알프스, 북쪽 베른주와 접하는 지역은 베른 알프스로 부르는 산맥이 뻗어 있으며, 그 사이로 론강 상류의 분지가 있다. 발레 알프스 쪽에는 스위스에서 가장 높은 몬테로사, 유명한 마테호른 등 약 4,500m의 높은 산이 줄지어 있으며, 베른 알프스 쪽에도 융프라우 등 유명한 산이 많다. 중앙부는 론강 상류의 분지이며, 론강은 서북쪽 끝에 접한 레만호(제네바호)로 흐른다.
론강의 상류 지역이므로 발레라는 지명이 유래했으며, 시옹의 주교가 통치한 지역이다. 시옹 주교는 백작이자 이 지역을 통치하는 군주가 되었으며, 사보이아 왕가의 침입을 막아냈다. 종교 개혁 기간 중에도 가톨릭 신앙을 지켰다. 18세기 말 헬베티아 공화국에 편입되었다가 곧 론 공화국으로 독립했다가 나폴레옹의 침입으로 잠시 프랑스에 편입되기도 했다. 1815년 스위스 연방의 주가 되었다. 1845년 가톨릭 분리주의 동맹(존더분트)에 참여했으나 1847년 전쟁에서 패했다.
험한 산이 많아 인구 밀도가 낮으며 소도시 시옹이 가장 큰 도시이다. 유명한 산과 휴양지가 많아 관광업이 잘 발달되어 있다. 론 강 유역은 농업과 공업이 활발한 곳이다. 또한 강 유역에는 수력 발전소가 많아 스위스 전력 생산의 상당량을 담당하며, 특히 그랑드딕상댐은 세계적 규모의 거대한 댐으로 알려져 있다. 곳곳에 도로와 철도가 잘 발달되어 있으며, 알프스산맥을 넘는 고개와 터널도 많다. 주민의 다수는 프랑스어를 사용하며, 동부 일부 지역에는 독일어 사용자가 많은 편이다. 종교적으로는 여전히 가톨릭 신자가 많다.

## 역사
로마인들은 상류의 론 계곡을 발리스 포에니나(Vallis Poenina)라고 불렀다. 발리스 포이니나는 기원전 57년 옥토두루스 전투 (지금은 마르티니로 알려짐) 이후 로마인에게 정복되어 갈로로마인 문화권의 일부가 되었다. 8세기 중반으로 거슬러 올라갈 수 있는 전승에 따르면 테베 군단은 약 285년 또는 302년에 아가우눔(지금의 생모리스)에서 순교했다. 888년부터 이 땅은 부르군트 왕국의 일부였다.
발레는 1032년 신성 로마 제국에 함락된 범쥐라 부르군디 왕국의 일부가 되었다. 그것은 황제가 체르겐 가문이 소유한 부르군디아 소공국의 일부가 되었다(1218년에 소멸됨). 999년에 부르고뉴의 루돌프 3세 왕은 시옹의 주교에게 모든 세속적 권리와 특권을 주었다. 백작 주교들은 체르겐가와 사보이 공작들로부터 자신들의 지역을 방어하기 위해 고군분투했다. 그래서 발레의 중세 역사는 시옹 교구의 역사와 불가분의 관계가 있다. 그러나 사보이 공작은 시옹 서쪽 (하부 발레)의 대부분의 땅을 획득하는데 성공했고, 계곡의 위쪽(발레 위)에는 라론 영주, 라론 영주와 투르-샤티용, 그리고 피스프의 백작 같은 많은 봉건 영주가 있었다.
13세기 중반에 대규모 공동체(첸덴 또는 십일조)가 독립을 발전시키고 권력을 키우기 시작했다. 첸덴 또는 십일조라는 이름은 아마도 관리 및 사법 목적을 위한 감독의 저택의 고대 분할에서 유래했을 것이다. 같은 세기에 계곡의 상부는 베른주에 있는 하슬리에서 온 독일인에 의해 식민화되었다. 많은 로만슈어 지역 이름이 남아있지만, 지역 주민들은 독일어를 사용하게 되었다. 1354년에 7개의 첸덴 (시옹, 시에르, 로이크, 라론, 피스프, 브리크와 곰스) 황제 카를 4세에 의해 확인되었다.

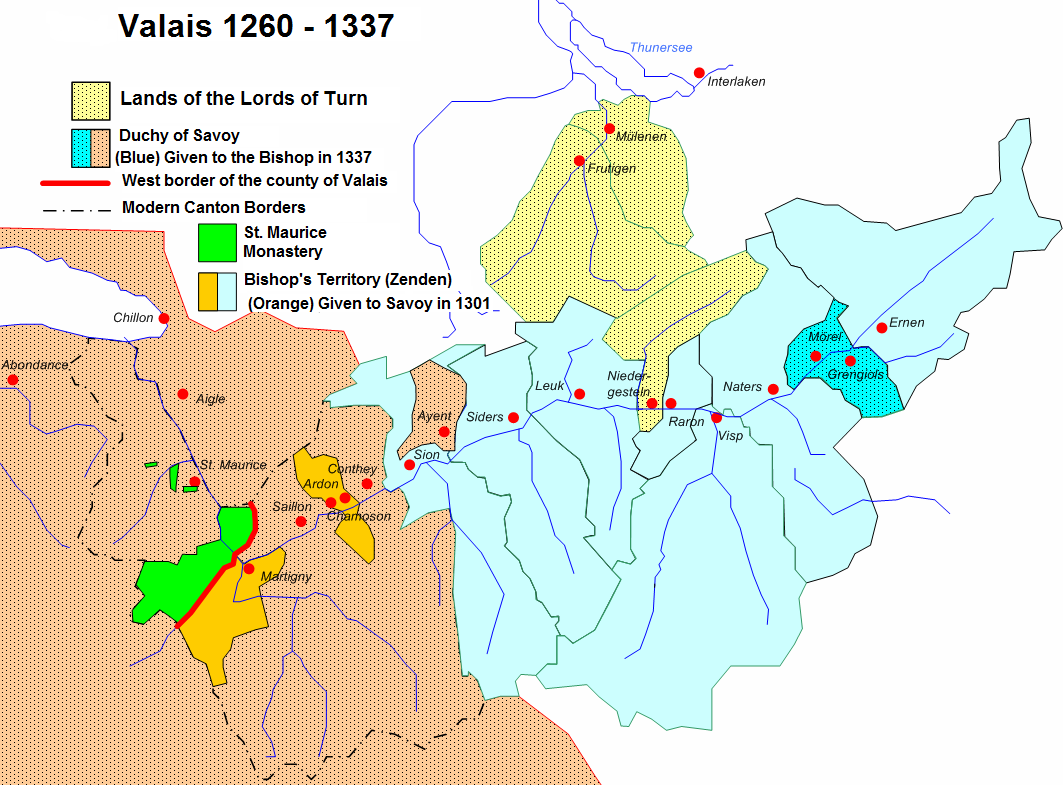
1300년의 발레주

14세기 후반에 사보이 백작은 시옹의 주교직을 획득했다. 첸덴은 계곡에서 영적인 힘과 세속적인 힘을 모두 모으려는 그의 시도에 저항했다. 1375~76년 첸덴군은 라 투르-샤티용 가문의 군대를 격파했고, 1388년에는 비스프에서 주교와 백작, 귀족들의 군대를 패주시켰다. 독일어를 사용하는 첸덴은 계곡으로 더 퍼졌다. 1384년부터 모르주 시내(시옹보다 약간 아래)는 사보이가의 땅, 프랑스어를 사용하는 하부 발레와 독일어를 사용하는 감독 상부 발레 사이의 경계로 인식되었다.
1414년부터 1420년까지 라론 사건의 반란이 일어나는 동안 스위스 연방의 일부 주는 분쟁에서 편을 들었다. 루체른, 우리 및 운터발덴은 상부 발레 반군을 지원한 반면 베른은 고귀한 라론 가문을 지원했다. 봉기는 라론을 몰아내는 데 성공했고, 연방을 거의 내전으로 몰아넣었다.
라론 사건 이후, 이 주는 1428년에서 1447년 사이에 발레의 마녀 재판이 열린 곳이었으며, 이 재판에서 최소 367명의 남녀가 죽임을 당했다. 이 사건은 중세 후기 유럽에서 가장 초기에 일어난 마녀 공포 사건 중 하나이다. 이 현상은 나중에 대륙의 다른 지역으로 퍼졌다.
1457년 콘체스의 발터 폰 슈퍼삭스가 주교로 선출되면서 이 계곡의 독일어권 지역이 마침내 패권을 얻게 되었다. 1475년 부르고뉴 전쟁이 발발하자 시옹과 첸덴의 주교는 베른과 조약을 맺었다. 같은 해 11월, 그들은 마티니에 이르기까지 모든 하부 발레 또는 사보이령 발레를 점령했다. 1476년 3월 그랑송의 승리 후 그들은 생모리스, 에비앙, 토농 및 몽테를 진격하여 점령했다. 그들은 1477년에 마지막 세 지역을 포기해야 했지만 1536년에 다시 차지했다. 1569년의 토농 조약에서 몽테, 빌들리에 및 르부베르는 발레에 영구적으로 합병되었다. 이 정복된 낮은 발레 지역은 1798년까지 감독과 상부 발레의 십일조에 의해 종속 지역으로 통치되었다. 1529년 3월 12일 발레는 스위스 연방의 준회원이 되었다.
17세기 초, 상부 발레 지역의 귀족 통치자들은 시옹의 주교에게 세속 권력을 포기하라고 압력을 가했고, 이는 1613년에 일시적으로 이루어졌고, 1634년에 란데쇼프만의 통치하에 7개의 티팅스 연방 공화국이 되었을 때 이루어졌다. 공화국은 1798년까지 존재했으며, 1798년까지 하부 발레 지역의 영토들이 일곱 개의 티싱에 대항하여 반란을 성공적으로 일으켰고 공화국 내에서 동등한 지위를 얻었다. 같은 해에 프랑스가 스위스 연방을 침공하는 동안 발레주는 헬베티아 공화국에 편입되었다. 1802년까지 로도닉 공화국이 성립하여 분리되었다.
1810년 로도닉 공화국(발레 공화국)은 심플론의 데파르트망으로 프랑스 제1제국에 합병되었다. 이 부서는 1813년 말에 오스트리아군에 의해 점령되었고, 1815년 8월 4일에 발레는 마침내 스위스 연방에 하나의 주로 입성했다. 1845년에 발레는 가톨릭 분리주의 동맹(손더분트)에 합류하여 이른바 존더분트 전쟁을 일으켰다. 앙리 뒤푸르 장군 휘하의 99,000명의 스위스 연방군은 79,000명의 분리주의자와 대치했지만 결국 발레는 싸우지 않기로 결정했다.
발레의 현대 역사의 시작은 본질적으로 높은 알프스의 탐험과 일치하며, 이는 1865년에 처음으로 마테호른을 등정하여 알피니즘의 황금기의 끝을 알렸다. 관광 붐은 19세기 후반에 이어졌다. 1878년, 심플론 철도는 로잔과 제네바, 스위스고원의 다른 주요 도시에서 심플론 고개 이전의 마지막 도시인 브리크를 연결했다.

## 지리

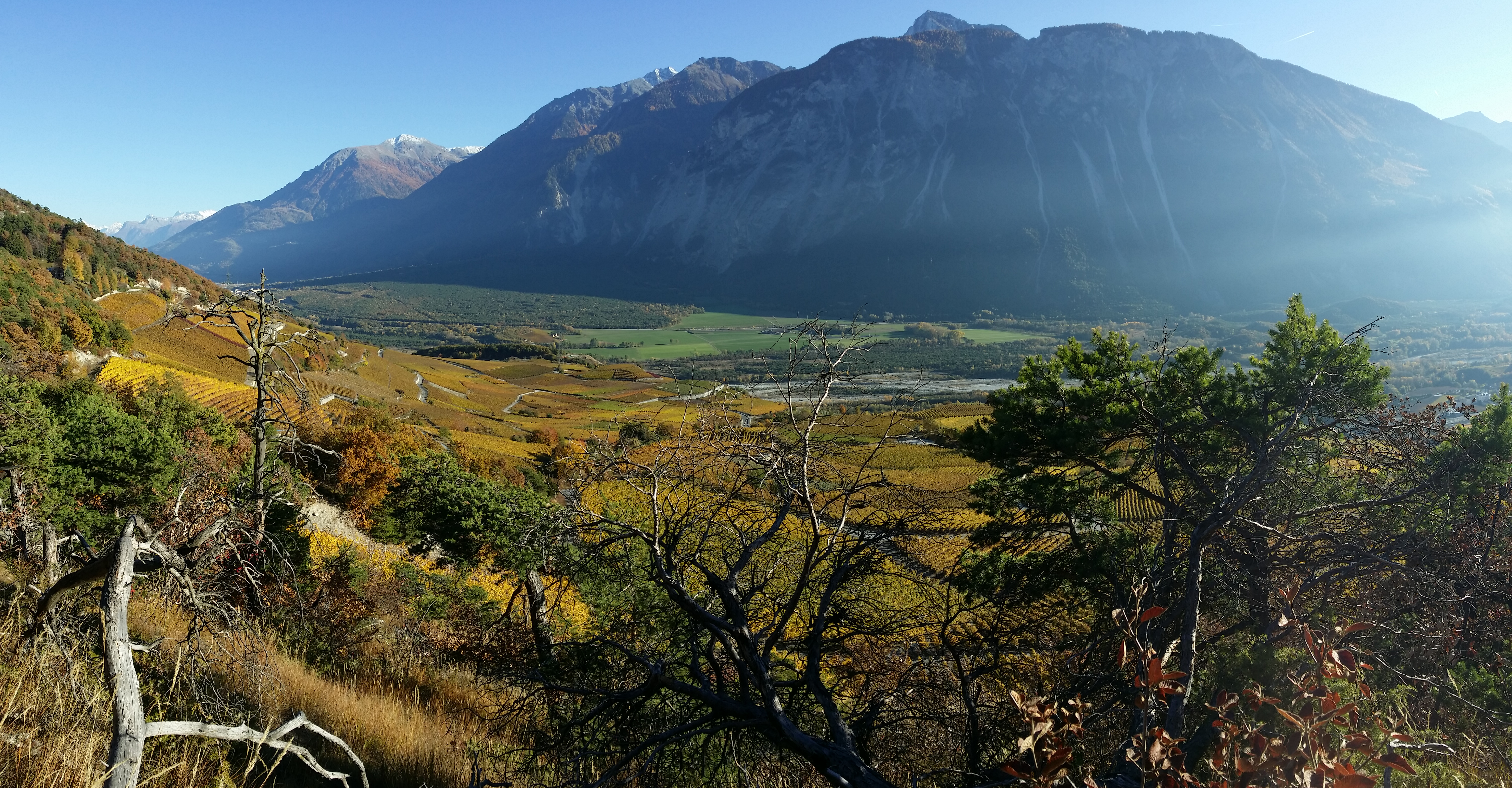
핀발트 근교의 론 계곡, 포도밭, 소나무, 등 건조한 중부 발레의 전형적인 스텝 식생

발레주는 지역별로 스위스에서 세 번째로 큰 주이다. 또한 스위스 중부에 인접해 있는 동시에 최서단 및 최남단 주 중 하나이다. 몇 가지 예외를 제외하고는 거의 전체가 론 분지, 더 정확하게는 제네바 호수 위의 넓은 알파인 론 계곡에 있다. 주요 정착지는 론강을 따라 또는 그 부근에 있으며, 가장 큰 도시는 시옹이고, 그 다음으로 마르티니, 몽테, 시에르, 브리크가 있다. 주는 전통적으로 하부 발레, 중부 발레, 상부 발레, 주의 언어적 경계가 두 개의 후자 지역 사이인 핀발트에 있다. 인구가 더 많은 하부 발레와 중부 발레는 프랑스어를 사용하고, 반면 상부 발레는 독일어를 사용한다.
론 계곡은 중앙 알파인 계곡이다. 즉, 알프스 내에 잘 자리잡고 있으며, 북부와 남부 평야에서 차단되어 있다. 발레주는 론의 북쪽과 남쪽으로 각각 베른 알프스에 의해 북쪽의 스위스고원과 남쪽의 포 평야와 발레 알프스에 의해 분리되어 있다. 발레주는 또한 티치노주 및 그리종과 함께 알프스의 남쪽인 포 분지에 부분적으로 위치한 3개의 큰 남부 주 중 하나이다. 그러나 이 두 주와 달리 알프스 남쪽에는 정착지가 거의 없으며, 모두 평야보다 훨씬 높다. 론에 의해 배수되지 않는 가장 큰 지역은 심플론 계곡(포 분지) 및 제네치 및 겜미 고개 북쪽의 두 무인 지역 (라인 분지)이다.
발레는 절대, 상대 및 평균 고도 측면에서 가장 높은 주이다. 따라서 지형은 넓고 빙하가 많은 론 계곡을 제외하고는 매우 험준하다. 후자의 계곡은 주의 지리를 지배한다. 많은 측면 계곡이 주요 계곡에서 종종 수직으로 분기된다. 이들은 좁고 외딴 곳에서 합리적으로 인구가 많은 곳까지 다양하다. 발레 알프스의 론강 남쪽에 있는 가장 큰 측면 계곡은 (동에서 서쪽으로) 마터탈(자스탈 포함), Val d'Anniviers, Val d'Hérens, Val de Bagnes와 앙트레몽 계곡, 론 북쪽, 베른 알프스의 뢰첸탈은 유일한 큰 계곡이다. 브리크의 동쪽은 론 계곡의 가장 높은 부분인 곰스 계곡이다. 론 자체는 론 빙하에서 마티니까지 동쪽에서 서쪽으로 주요 계곡에서 흐른다. 그런 다음 제네바 호수의 입구에서 북쪽으로 직각으로 흐른다. 생모리스 마을 이후, 강의 동쪽 제방은 보주에 속하지만, 서쪽 제방은 제네바 호수 기슭의 르부브레까지 발레주에 남아 있다. 주요 계곡은 북쪽의 베른 알프스와 남쪽의 발레 알프스로 둘러싸여 있으며, 두 산맥 모두 국가에서 가장 높은 4,000m가 넘는 수많은 산을 포함한다. 주목할만한 산에는 몬테로사가 포함된다. (가장 높은) 4,634m에 도달하고 핀스터아어호른(가장 두드러진)은 4,274m에 도달한다. 다른 상징적인 산으로는 마테호른과 융프라우가 있다. (전체 목록은 발레 산 목록을 참조) 알레치 빙하와 고르너 빙하와 같이 알프스에서 가장 큰 빙하를 포함한 수많은 빙하가 있다. 발레주에 부분적으로 위치한 다른 산맥은 샤블레 알프스, 몽블랑 대산괴, 우리 알프스, 고트하르트산맥 및 레폰틴 알프스이다.
제네바 호수는 주에서 유일하게 큰 호수이지만, 그 중 극히 일부(약 10k㎡)만이 론강 평야에 있는 발레주에는 작은 호수만 있다. 그러나 높은 알프스에는 인공 호수가 많이 있다. 가장 큰 것은 Lac des Dix이고, Lac d'Emosson이 그 뒤를 이었다. 다른 큰 고지대 호수는 Lac de Mauvoisin, 마트마르크제, Lac de Salanfe, Lac de Moiry 및 Lac de Tseuzier이다. (스위스의 산악 호수 목록 참조) 이 모든 호수는 수력 발전에 사용되지만, 알프스의 아름다운 경치로도 유명하다.
론 평야를 둘러싼 높은 산으로 인해 발레 중부의 기후는 특히 건조하며 스위스의 다른 지역보다 훨씬 더 건조하다. 고지대에 있는 위치는 강우량과 강설량에 많이 노출되지만, 시옹의 연간 평균 강우량은 약 600mm로 루체른(알프스 북쪽)의 50%, 로카르노(알프스 남쪽)의 30%에 해당한다. 공식적으로 발레주와 스위스에서 가장 건조한 지역은 슈탈든이며, 연간 강우량은 545mm이다. 발레주는 기후 용어는 아니지만, 종종 ‘반건조’로 설명된다. 따라서 Les Follatères와 같은 일부 지역에서는 선인장과 같이 스위스의 나머지 지역에서는 드물거나 없는 식물이 발견된다. 베른 알프스의 낮은 남향 경사면에는 퓌이(Fully)와 로이크 사이에 수많은 포도원이 재배되고 있다. 국가의 나머지 지역과 달리 관개 농업은 발레주에서 일반적이다.
주는 높은 알프스의 수많은 마을과 마을로 유명하다. 마터탈과 인접한 자스탈에는 체르마트와 자스페가 있다. 다른 인기 있는 리조트로는 베르비에, 레마르코트(Les Marécottes), 샹페리, 그리멘츠, 치날, 앙제르, 크랑-몬타나(Crans-Montana), 이볼렌느(Evolène), 로이커바트와 피쉬가 있다. 모두 여름과 겨울시즌의 관광지이다.
주의 면적은 5,224k㎡이며, 전체 면적의 약 절반만이 생산적인 것으로 간주된다. 발레주는 다른 4개 주와 국경을 공유한다. 북쪽은 보주 및 베른주, 동쪽은 우리주와 티치노주이다. 주도 국경을 접하고 있다. 남쪽에는 이탈리아 지역인 아오스타 계곡과 피에몽이 있고 서쪽에는 오베르뉴-론-알프스의 프랑스 지역이 있다.

## 행정구역

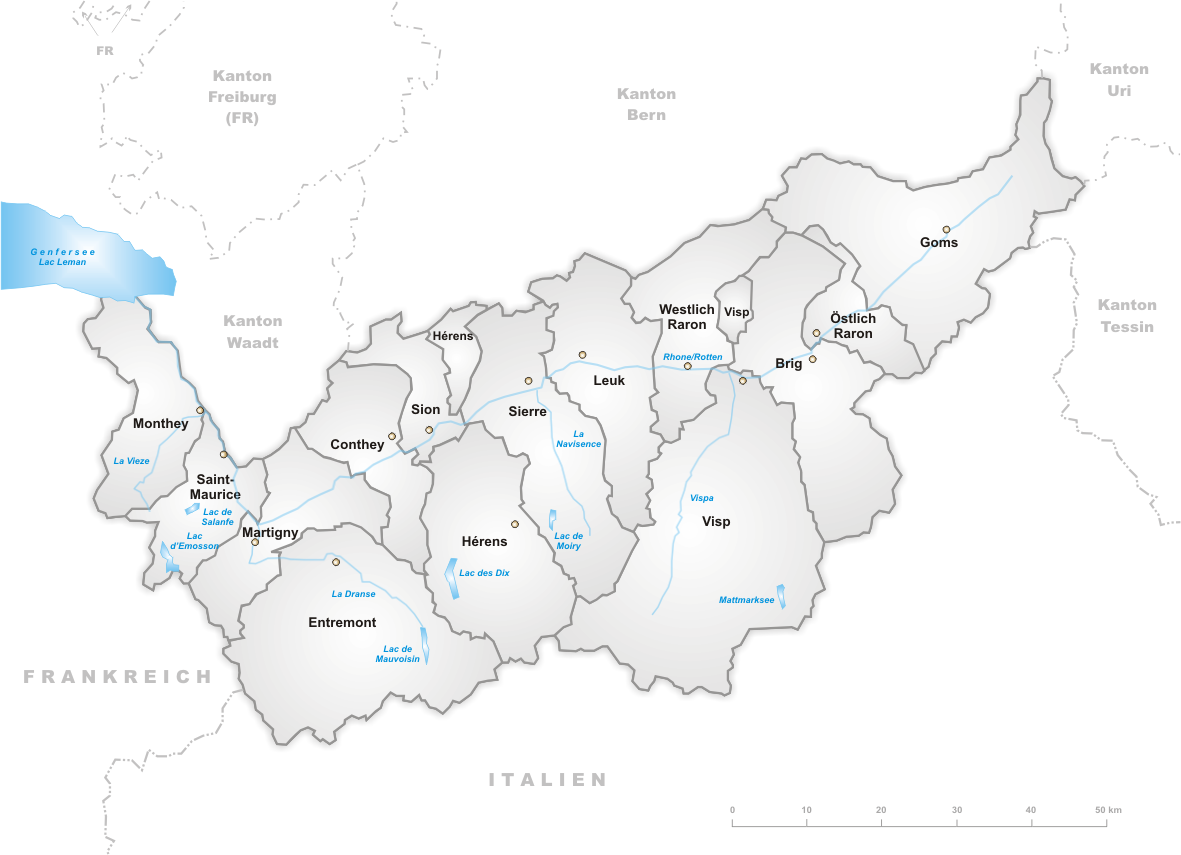
발레주의 구

발레는 13개 구로 나뉘며 라론구는 다시 2개의 반구로 나뉜다. 지역은 다음과 같이 지리적 순서로 나열된다.
상부 발레:
- 곰스, 수도 뮌스터-게시넨
- 외스틀리히 라론 (Östlich Raron, 반구), 수도 뫼렐-필레트
- 브리크, 수도 브리크글리스
- 피스프, 수도 피스프
- 베스틀리히 라론 (Westlich Raron, 반구)과 수도 라론
- 로이크, 수도 로이크

중부 발레:
- 시에르 (Sierre), 수도 시에르
- 에랑(Hérens), 수도 벡스
- 시옹 (Sion), 수도 시옹
- 콩테 (Conthey), 수도 콩테

 하부 발레:
- 앙트레몽(Entremont), 수도 샹브랑셰
- 마르티니, 수도 마르티니
- 생모리스, 생모리스
- 몽테, 수도 몽테

2009년 기준, 발레주에는 143개의 기초자치체가 있다.

## 인구통계
발레주의 서쪽 부분(중부와 하부 발레)은 프랑스어를 사용하는 반면 동부(상부 발레)는 독일어를 사용한다. 언어 경계는 시에르와 살게쉬(Salgesch) 마을 사이의 론강을 가로질러 벨라톨라, 바이스호른, 당블랑쉬를 포함한 산등성이를 따라간다. 2000년 인구 조사에서 발레주 인구의 62.8%는 프랑스어 또는 프랑코프로방스어를, 28.4%는 독일어 또는 발저 독일어 를, 2.2%는 이탈리아어를, 6.6%는 다른 언어를 사용한다. 114명만이 로만슈어를 말하는 것으로 보고되었다.
칸톤은 인구가 희박하다. 2020년 12월 31일 기준 인구는 348,503명이다. 2007년 기준으로 인구는 57,061명으로 전체 인구의 약 19.1%이다. 가장 큰 도시는 수도 시옹 ( Sitten ), 몽테, 시에르, 마르티니 및 브리크글리스이다. 주에는 주요 도시가 없다. 2017년 기준으로 전체 인구의 77%가 가톨릭 신자이고, 스위스 개혁 교회의 교인은 6%에 불과하다.
과거 인구는 다음 표와 같다.
| 과거 인구 자료 | 과거 인구 자료 | 과거 인구 자료 | 과거 인구 자료 | 과거 인구 자료        |
| 년도           | 총인구         | 스위스계       | 비스위스계     | 인구 점유율 전국 대비 |
| -------------- | -------------- | -------------- | -------------- | --------------------- |
| 1850           | 81 559         | 79 871         | 1 688          | 3.4%                  |
| 1880           | 100 190        | 97 134         | 3 056          | 3.5%                  |
| 1900           | 114 438        | 106 220        | 8 218          | 3.5%                  |
| 1950           | 159 178        | 154 179        | 4 999          | 3.4%                  |
| 1970           | 206 563        | 185 309        | 21 254         | 3.3%                  |
| 2000           | 272 399        | 225 356        | 47 043         | 3.7%                  |
| 2020           | 348,503        |                |                | 4.0%                  |